# Willem van Aelst
Willem van Aelst of Guillermo van Aelst (Delft, gedoopt 16 mei 1627 – Amsterdam, begraven 22 mei 1683) was een Hollandse schilder van bloem- en jachtstillevens. Hij introduceerde de asymmetrie in stillevens met boeketten. Hij ondertekende zijn werk ook met Guill.mo van Aelst.

## Levensloop
Willem van Aelst werd op 16 mei 1627 te Delft geboren als de zoon van de notaris Jan van Aelst en Catharina de Veer. Hij leerde het schildersvak bij zijn oom, de stillevenschilder Evert van Aelst in Delft. In 1643 werd van Aelst opgenomen in het Sint-Lucasgilde, het gilde van kunstschilders, in Delft.
Van 1645 tot 1649 woonde hij in Frankrijk. Vervolgens reisde hij naar Italië, waar hij tot 1656 hofschilder was bij Ferdinando II de' Medici in Florence. Hij ontving van de groothertog van Toscane een gouden medaille als beloning voor zijn diensten. Er zijn nog verschillende bloem- en wildstillevens uit die tijd overgebleven in het Palazzo Pitti te Florence. In Italië leerde hij Matthias Withoos en Paulus Bor jr. kennen. Er wordt gespeculeerd dat Van Aelst Rome bezocht en daar lid werd van de Bentvueghels, een vereniging van voornamelijk Nederlandse en Vlaamse kunstenaars werkzaam in Rome. Dit vermoeden is gebaseerd, niet erg overtuigend, op zijn praktijk gedurende de jaren 1657-1658 om zijn werken te signeren met zijn naam, gevolgd door: 'alias (en een getekende stok figuur)'. Sommigen interpreteren dit als een verwijzing naar een 'bentnaam' (de bijnaam die een lid van de Bentvueghels kreeg) - "De vogelverschrikker" - maar er zijn geen documenten die dit bevestigen.
In 1657 keerde Van Aelst samen met Otto Marseus van Schrieck terug naar de Republiek. Hij vestigde zich op de Bloemgracht in Amsterdam. Op oudejaarsdag 1678 verloofde Willem van Aelst zich op 51-jarige leeftijd met zijn huishoudelijke hulp Helena Nieuwenburghs, een Duitse en "out 35 jaeren". Zij trouwden op 15 januari 1679 en uit dit huwelijk werden drie kinderen geboren.

## Invloed
Maria van Oosterwijck, Isaac Denies, Ernst Stuven en Rachel Ruysch leerden het vak bij hem. Zijn navolgers waren Anthonie Beauregaert en Cornelis Lelienbergh. Van Aelst was van invloed op het werk van Johann Daniel Bager, Jean-Baptiste Oudry, Jan van Huijsum, Frank Pietersz. Verheyden en Paolo Porpora.

## Werken
Van Aelst specialiseerde zich als een van de eerste kunstenaars in jachtstillevens. Hij wordt als een navolger van Otto Marseus van Schrieck beschouwd.
Werken van Van Aelst zijn o.a. te vinden in het Museum voor Schone Kunsten Antwerpen, het Mauritshuis te Den Haag, in de National Gallery of Art te Washington D.C. en in het Rijksmuseum te Amsterdam. 
- Bibliothèque nationale de France: cb17107841s (data)
- Biografisch Portaal: 41181959
- Digitale Bibliotheek voor de Nederlandse Letteren: aals013
- Gemeinsame Normdatei: 137160100
- International Standard Name Identifier: 0000 0000 5476 3362
- KulturNav: f66b5446-6011-48fd-b525-d34ca7004778
- Library of Congress Control Number: nr95023198
- Nederlandse Thesaurus van Auteursnamen: 341335827
- RKD-Nederlands Instituut voor Kunstgeschiedenis: 565
- Système universitaire de documentation: 172773520
- Union List of Artist Names: 500009698
- Virtual International Authority File: 7281346
- WorldCat: E39PBJv4mm3MTC9Tc4JGrDhWDq